# Thomas Koelewijn
Thomas Koelewijn (ur. 18 grudnia 1988) – holenderski siatkarz, grający na pozycji środkowego, reprezentant Holandii. 

## Sukcesy klubowe
Mistrzostwo Belgii:
- 2014
- 2012

Puchar Belgii:
- 2014

Mistrzostwo Francji:
- 2017

## Sukcesy reprezentacyjne
Liga Europejska:
- 2012